# Petit Jean (rivière)
Pour les articles homonymes, voir Petit Jean (homonymie).
La rivière Petit Jean (en anglais : Petit Jean River) est un cours d'eau qui coule dans l'État de l'Arkansas. Elle est un affluent de la rivière Arkansas et donc un sous-affluent du Mississippi. 

## Géographie
La rivière Petit Jean prend sa source dans le massif montagneux d'Ouachita. La rivière s'écoule d'abord vers l'Ouest, puis bifurque vers le Nord à une quinzaine de kilomètres au Nord de la ville de Waldron. Ensuite, elle s'oriente vers l'Est et s'écoule en serpentant en de nombreux méandres au Sud de la ville de Booneville. La rivière forme ensuite un lac artificiel, le lac Blue Mountain, depuis la construction d'un barrage sur son cours. Elle continue, après le lac de barrage, son parcours et traverse la ville de Danville. Elle longe, plus à l'Est, le parc d'État de Petit Jean avant de se jeter dans la rivière Arkansas, où sa confluence se situe à l'ouest de la ville de Morrilton.
La rivière Petit Jean coule dans plusieurs comtés de l'Arkansas, les comtés de Yell, de Scott, de Logan et de Conway.

## Histoire
La toponymie de la rivière Petit Jean date de l'exploration de la Nouvelle-France. En effet, une expédition remonta le fleuve Mississippi, puis la rivière Arkansas avec parmi ses membres, une jeune femme, déguisée en mousse, sous le pseudonyme de Petit Jean, pour suivre, à son insu, son fiancé parti découvrir l'immense territoire de la Louisiane française. Elle mourut de maladie durant l'expédition, mais eut le temps de révéler sa vraie identité à son fiancé. Elle fut enterrée au sommet du mont Petit Jean situé dans le parc d'État de Petit Jean.